# 武田信時
武田信時（日语：／ Takeda Nobutoki，1220年6月19日—1289年3月2日）是日本鎌倉時代中期武將，甲斐武田氏第4代家督，父親是武田信政，母親是大內惟義之女，兄弟為武田政綱，兒子是武田時賴、武田政賴、武田時綱和武田信實。

## 生涯
文治5年（1189年）爆發的奧州合戰中，信時祖父武田信光在安藝國召集兵馬，平家滅亡後，西國亦受到鎌倉幕府的影響，相信當時信光已經行使作為安藝守護的職權，承久之亂後復職，直至文曆2年（1235年）5月9日為止。
承久2年5月17日（1220年6月19日），信時在承久之亂爆發前一年於甲府（現山梨縣甲府市）出生，幼名音光丸。寬喜元年（1229年）1月15日，信時元服，並且由擔任烏帽子親的時任執權北條泰時賜予「時」字，得名信時。
信時在記錄了直至文永3年（1266年）的鎌倉時代歷史的《吾妻鏡》中三度登場，分別是嘉禎3年（1237年）6月23日跟隨征夷大將軍九條賴經前往大慈寺（現神奈川縣鎌倉市），參加新建的六丈佛的開眼供養儀式、曆仁元年（1238年）2月17日，將軍賴經外出時擔任護衛和仁治元年（1240年）8月2日，將軍賴經前往參拜箱根權現和走湯權現前，信時跟隨其參拜了鶴岡八幡宮。
雖然信時其後未再出現於《吾妻鏡》，但是在文永6年（1269年）4月，出現其守護代武藤時定的相關記載，同年11月則率領御家人前往西國抵擋蒙古帝國。建治2年（1276年）為止亦有記載其在西國的消息，可見信時曾經出任安藝守護。
弘安2年（1279年）5月19日，信時出家，自號光海，正應2年2月9日（1289年3月2日）死去，由兒子武田時綱繼任家督。信時的曾孫武田信武在南北朝時代代替了石和流武田氏的武田政義，就任了甲斐守護，直至室町時代和戰國時代為止。